# Glomera emarginata
Glomera emarginata är en orkidéart som beskrevs av Paul J. Kores. Glomera emarginata ingår i släktet Glomera och familjen orkidéer.
Artens utbredningsområde är Fiji. Inga underarter finns listade i Catalogue of Life.